# Uranosferita
La uranosferita és un mineral de la classe dels hidròxids. Rep el seu nom de l'urani i del grec "sphaira", esfera, en al·lusió a la seva composició i l'aparició de masses similars a esferes.

## Característiques
La uranosferita és un hidròxids de fórmula química Bi(UO₂)O₂(OH). Cristal·litza en el sistema monoclínic. Es troba en forma d'agregats semiesfèrics, compostos per petits cristalls allargats en [001], acabats de forma aguda. Normalment en estructures concèntriques i radiades. La seva duresa a l'escala de Mohs es troba entre 2 i 3.
Segons la classificació de Nickel-Strunz, la uranosferita pertany a «04.GB - Uranil hidròxids amb cations addicionals (K, Ca, Ba, Pb, etc.); principalment amb poliedres pentagonals UO₂(O,OH)₅» juntament amb els següents minerals: agrinierita, compreignacita, rameauïta, becquerelita, bil·lietita, protasita, richetita, bauranoïta, calciouranoïta, metacalciouranoïta, fourmarierita, wölsendorfita, masuyita, metavandendriesscheïta, vandendriesscheïta, vandenbrandeïta, sayrita, curita, iriginita i holfertita.

## Formació i jaciments
Va ser descoberta l'any 1873 a la mina Walpurgis Flacher, a Neustädtel (Erzgebirge, Saxònia, Alemanya), com a producte d'oxidació de la uraninita en filons hidrotermals que contenen cobalt-níquel-bismut, on sol trobar-se associada a altres minerals com: walpurgita, uranospinita, uranospatita, asselbornita, trögerita, zeunerita, eritrita i wad. També ha estat descrita en altres indrets d'Alemanya, França, República Txeca, Bèlgica i Austràlia.